# 九龍巴士7K線
九龍巴士7K線是香港九龍一條已停駛的巴士路線。

## 歷史
- 1983年5月1日：由7A改編號為7K，來往九龍車站至樂富。
- 1984年1月7日：路線取消服務，同日起7線延長為尖沙咀碼頭至樂富。

## 行車資料

### 行車路線
- 九龍車站開途經：安運道，暢運道，漆咸道南，梳士巴利道，彌敦道，窩打老道，禧福道，聯福道，聯合道

- 樂富開途經：聯合道，窩打老道，彌敦道，梳士巴利道，漆咸道南，暢運道，安運道